# Жак Франсуа
Жак Франсуа́ (фр. Jacques François; 16 травня 1920 — 25 листопада 2003) — французький актор.

## Біографія
Жак Франсуа народився 16 травня 1920 року в Парижі. Закінчив Вищу національну консерваторію драматичного мистецтва. Дебютував у театрі у 1941 році. Працьовитість і талант Жака Франсуа зробили його одним з найкращих акторів театру і кіно Франції.

## Вибіркова фільмографія
- 1952 : Три жінки
- 1982 : Тисяча мільярдів доларів / (Mille milliards de dollars) — Фред Ґрейт
- 2000 : Актори